# Мошкова, Екатерина Евгеньевна
Екатерина Евгеньевна Мошкова  (в 2019–2024 гг. – Носкова; род. 29 января 1996, Берёзовский, Свердловская область) — российская биатлонистка, участница Кубка мира, чемпионка России, бронзовый призёр юниорского чемпионата мира. Трёхкратная чемпионка зимней Универсиады 2019 года. Мастер спорта России международного класса.

## Биография
Родилась в городе Берёзовский Свердловской области. Родители Екатерины – мастера спорта СССР по лыжным гонкам. Вскоре семья переехала в Ханты-Мансийск. Воспитанница СДЮСШОР Нижневартовска, тренировалась у Петра Дубасова. 
На внутрироссийских соревнованиях представляет Югру, тренируется под руководством Андрея Русских и Ивана Воржева.

### Юниорская карьера
На крупных соревнованиях международного уровня выступает с сезона 2015/2016. В 2016 году стартовала на юниорском чемпионате Европы в Поклюке, где заняла 19-е место в индивидуальной гонке и шестое в пасьюте.
В сезоне 2016/2017 участвовала в гонках юниорского Кубка IBU. Дебютировала в индивидуальной гонке на этапе в Ленцерхайде и заняла третье место. В этом же сезоне в спринте в Поклюке стала победительницей этапа. В общем зачёте сезона 2016/2017 заняла третье место, а в зачёте спринтов завоевала малый глобус. На юниорском чемпионате Европы 2017 года в Нове-Место выступала не слишком удачно, не поднявшись выше 15-го места. На чемпионате мира среди юниоров 2017 года в Брезно лучшим результатом в личных видах стало 12-е место в индивидуальной гонке, а в эстафете спортсменка вместе с Валерией Васнецовой и Кристиной Резцовой завоевала бронзовые награды.
Становилась призёром юниорского первенства России по летнему биатлону в эстафете.

### Взрослая карьера
В марте 2016 года впервые участвовала в чемпионате России среди взрослых. В спринте и в гонке преследования не попадала в топ-50, а в эстафете в составе второй сборной ХМАО финишировала четвёртой.
На Кубке IBU дебютировала в марте 2017 года на этапе в Отепя — в смешанной эстафете стала четвёртой, а в двух спринтах занимала 19-е и пятое места.
В марте 2017 года впервые приняла участие в соревнованиях Кубка мира на последнем этапе сезона 2016/2017 в Хольменколлене. В спринте заняла 60-е место, а в гонке преследования — 52-е.
Чемпионка России 2018 года в суперспринте.
В 2019 году на Универсиаде в Красноярске завоевала золото в спринте, гонке преследования и масс-старте, а также серебро в индивидуальной гонке.
В январе 2021 года вновь попала в состав сборной на Кубок мира, но приняла участие лишь в одной гонке, заняв 50-е место в спринте Оберхофа. Позднее выступала на этапах Кубка IBU, где завоевала серебро в спринте и золото в эстафете.
В марте 2023 года приняла участие в Чемпионате России по лыжным гонкам, где в паре с Алёной Перевозчиковой выиграла серебро в командном спринте.

### Личная жизнь
4 октября 2019 года вышла замуж за тренера команды Югры Алексея Носкова и впоследствии взяла его фамилию. В декабре 2023 года пара развелась, а Екатерина вернула свою девичью фамилию.

## Статистика на Кубке мира
| 2020/2021 Итоги | 2020/2021 Итоги | Контиолахти | Контиолахти | Контиолахти | Контиолахти | Контиолахти | Хохфильцен | Хохфильцен | Хохфильцен | Хохфильцен | Хохфильцен | Хохфильцен | Оберхоф | Оберхоф | Оберхоф | Оберхоф | Оберхоф | Оберхоф | Оберхоф | Антхольц | Антхольц | Антхольц | ЧМ Поклюка | ЧМ Поклюка | ЧМ Поклюка | ЧМ Поклюка | ЧМ Поклюка | ЧМ Поклюка | ЧМ Поклюка | Нове-Место | Нове-Место | Нове-Место | Нове-Место | Нове-Место | Нове-Место | Нове-Место | Эстерсунд | Эстерсунд | Эстерсунд |
| Очков           | Место           | Инд         | Спр         | Спр         | Эст         | Пр          | Спр        | Эст        | Пр         | Спр        | Пр         | МС         | Спр     | Пр      | См      | ОСм     | Спр     | Эст     | МС      | Инд      | МС       | Эст      | См         | Спр        | Пр         | Инд        | ОСм        | Эст        | МС         | Эст        | Спр        | Пр         | Спр        | Пр         | ОСм        | См         | Спр       | Пр        | МС        |
| 0               | —               | —           | —           | —           | —           | —           | —          | —          | —          | —          | —          | —          | —       | —       | —       | —       | 50      | —       | —       | —        | —        | —        | —          | —          | —          | —          | —          | —          | —          | —          | —          | —          | —          | —          | —          | —          | —         | —         | —         |

| 2016/2017 Итоги | 2016/2017 Итоги | Эстерсунд | Эстерсунд | Эстерсунд | Эстерсунд | Эстерсунд | Поклюка | Поклюка | Поклюка | Нове-Место | Нове-Место | Нове-Место | Оберхоф | Оберхоф | Оберхоф | Рупольдинг | Рупольдинг | Рупольдинг | Антхольц | Антхольц | Антхольц | ЧМ Хохфильцен | ЧМ Хохфильцен | ЧМ Хохфильцен | ЧМ Хохфильцен | ЧМ Хохфильцен | ЧМ Хохфильцен | Пхёнчхан | Пхёнчхан | Пхёнчхан | Контиолахти | Контиолахти | Контиолахти | Контиолахти | Хольменколлен | Хольменколлен | Хольменколлен |
| Очков           | Место           | ОСм       | См        | Инд       | Спр       | Пр        | Спр     | Пр      | Эст     | Спр        | Пр         | МС         | Спр     | Пр      | МС      | Эст        | Спр        | Пр         | Инд      | Эст      | МС       | См            | Спр           | Пр            | Инд           | Эст           | МС            | Спр      | Пр       | Эст      | Спр         | Пр          | ОСм         | См          | Спр           | Пр            | МС            |
| 0               | —               | —         | —         | —         | —         | —         | —       | —       | —       | —          | —          | —          | —       | —       | —       | —          | —          | —          | —        | —        | —        | —             | —             | —             | —             | —             | —             | —        | —        | —        | —           | —           | —           | —           | 60            | 52            | —             |